# Tmaň
Tmaň (en allemand : Tmain) est une commune du district de Beroun, dans la région de Bohême-Centrale, en Tchéquie. Sa population s'élevait à 1 240 habitants en 2020.

## Géographie
Tmaň se trouve à 8 km au sud-sud-ouest de Beroun et à 35 km au sud-ouest de Prague.
La commune est limitée par Králův Dvůr au nord, par Koněprusy à l'est, par Suchomasty et Málkov au sud, et par Chodouň et Zdice à l'ouest.

## Histoire
La première mention écrite de la localité date de 1170.

## Administration
La commune se compose de trois quartiers :
- Lounín
- Slavíky
- Tmaň